# Asseiceira (Rio Maior)
Pour les articles homonymes, voir Asseiceira.
Asseiceira est une freguesia portugaise située dans le district de Santarém.
Avec une superficie de 16,77 km2 et une population de 1 100 habitants (2001), la paroisse possède une densité de 52,4 hab/km2.